# Бланш Губер
Бланш Губер (мальт. та англ. Blanche Huber; нар. 17 серпня 1901, Біркіркара — пом. 19 липня 1940, Біркіркара) — мальтійська лікарка, фармацевтка та аптекарка. Перша жінка-лікарка в історії Мальти.

## Життєпис
Бланш Губер народилася 17 серпня 1901 року в Біркіркарі. Вона донька Джозефа Юбера. Влітку 1919 року разом з Тессі Каміллері вступила до Мальтійського університету: Тессі навчалася на гуманітарному факультеті, а Бланш на медичному, закінчивши його в 1925 році. Обидві жінки стали першими жінками, які отримали вищу освіту на Мальті (Тессі закінчила виш раніше, ніж Бланш). Втім, Бланш Губер після закінчення університету працювала не в лікарні, а в аптеці міста Зейтун.
Бланш одружилась з лікарем Джозефом Каруаном. Померла вона 19 липня 1940 року у віці 40 років.
Її ім'ям нині названа вулиця в Слімі, на якій вперше в Мальті стали в 2017 році продавати криптовалюту, в тому числі біткойни (однак біткойн-банкомат було демонтовано через два місяці після встановлення).
Бланш Губер і понині користується високою популярністю серед мальтійців як жінка-першопроходець. Також про неї згадують під час відзначення річниць утворення Мальтійського університету, коли у виші проводяться пам'ятні заходи.